# Levéltáros
A levéltáros egy szakma. Munkájának lényege, hogy "beszerzi, tárolja, őrzi, rendszerezi, kutatásra alkalmassá teszi a történeti értékű és állandó megőrzést igénylő, maradandó értékű iratokat, felvilágosítást ad a levéltárban őrzött anyagokról, biztosítja az iratokba történő betekintést, ellátja az ügyfélszolgálati munkát, forráskutatást és -feltárást végez, tudományos közleményeket készít."

## A foglalkozás története
Egykor levéltárnoknak nevezték. A Czuczor–Fogarasi-féle A magyar nyelv szótára szerint a levéltárnok hites tisztviselő, aki valamely nyilvános levéltárra felügyel (így pl. érseki, püspöki, káptalani, vármegyei, városi levéltárnok). Szélesebb értelemben olyan személy, aki általában bizonyos levelek és irományok gyűjteményére felügyel (így pl. családi, nemzetségi levéltárnok).

## Feladatai
- a levéltár illetékességi körébe tartozó történeti értékű és állandó megőrzést igénylő iratokat létrehozó szerveknél az iratkezelés rendjének és az irattári selejtezésnek az ellenőrzése;
- a levéltár illetékességi körébe tartozó levéltári anyagok átvétele, őrzése, nyilvántartása, a levéltári anyag gyarapítása vásárlás, ajándékozás (öröklés), csere, letéti megőrzés stb. formájában;
- a levéltári anyag használatának megkönnyítése az iratok rendszerezésével, rendezésével, selejtezésével, segédletek készítésével;
- tájékoztatás a levéltárban őrzött anyagokról, az iratokban való kutatás biztosítása, ügyfélszolgálati munka;
- közreműködés a maradandó értékű magániratok védetté nyilvánításában;
- az intézmény tudományos kutatási programjának, illetve egyéni érdeklődésének megfelelő forráskutatás és feltárás, tudományos közlemények készítése;
- levéltárpedagógiai feladatok ellátása, levéltár-látogatások vezetése, kiállítások rendezése, előadások tartása;
- levéltári anyag elektronikus nyilvántartásának tervezése, megvalósítása, az anyagok digitalizálása.

## Kapcsolódó foglalkozások
- Könyvtáros, informatikus könyvtáros[3]
- Kulturális intézményi szaktechnikus[4]

## Érdekképviseletek

### Magyar Levéltárosok Egyesülete
- Eredetileg 1935-ben alakult, majd 1986-ban újjáalakult. Székhelye: 1139 Budapest, Teve u. 3–5. (a Fővárosi Levéltár székhelye)[5]

### Magyarországi Egyházi Levéltárosok Egyesülete (MELTE)
- 1993-ban alakult meg Debrecenben. Tagegyházai: a római katolikus, a görögkatolikus, a református, az evangélikus, a baptista és az unitárius egyház.[6]